# Хоспенталь
Хоспенталь (нем. Hospental) — коммуна в Швейцарии, в кантоне Ури.
Население составляет 224 человека (на 31 декабря 2006 года). Официальный код — 1210.
Коммуна известна находящейся здесь госпицией, учрежденной ещё в XIII веке; здесь же сохранилась башня времен лонгобардов.